# Hadra wilsoni
Hadra wilsoni é uma espécie de gastrópode da família Camaenidae.
É endémica da Austrália.